# Barcs
Barcs – miasto powiatowe leżące w południowo-zachodnich Węgrzech, w komitacie Somogy na granicy chorwacko-węgierskiej. Przez miasto przepływa rzeka Drawa.

## Miasta partnerskie
- Odorheiu Secuiesc
- Sinsheim
- Virovitica
- Želiezovce